# Терефталевая кислота
Терефта́левая кислота́ (ТФК, 1,4-бензолдикарбоновая кислота) — двухосновная дикарбоновая ароматическая кислота с пара-расположением карбоксильных групп. Является изомером фталевой и изофталевой кислот.

## Получение
Основным методом промышленного синтеза терефталевой кислоты является окисление п-ксилола в присутствии каталитической системы, содержащей кобальт, марганец и бром. Данная система обеспечивает практически полное количественное окисление метильных групп ксилола. Растворителем служит уксусная кислота, а окислителем является кислород воздуха. Источником брома могут быть бромоводород, бромид натрия, тетрабромэтан. Поскольку реакционная среда является коррозионноактивной, для синтеза используется титановое оборудование. Реактор работает при температуре 175—225 °C и давлении 1500—3000 кПа. Проводимая реакция весьма экзотермична.
Схема реакции:

Стадии окисления параксилола до терефталевой кислоты

В качестве побочного продукта в небольших количествах образуются пара-толуиловая кислота и 4-карбоксибензальдегид. Для их отделения, а также для очистки продукта от окрашенных примесей, смесь подвергают гидрированию в присутствии палладиевого катализатора с последующей кристаллизацией. При этом 4-карбоксибензальдегид превращается в более растворимую в воде п-толуиловую кислоту, а окрашенные примеси превращаются в бесцветные вещества. В процессе кристаллизации осаждают менее растворимую терефталевую кислоту.
Терефталевую кислоту высокой чистоты в промышленности получают путём гидролиза диметилтерефталата. Для этого сложный эфир нагревают с водой до 260—280 °C при 4500—5500 кПа.
В лабораторных условиях терефталевую кислоту очищают через её натриевую соль, которую кристаллизуют из воды и затем превращают в кислоту подкислением минеральной кислотой.

## Физические и химические свойства
Терефталевая кислота представляет собой белый кристаллический порошок, плохо растворимый в воде и уксусной кислоте, хорошо растворимый в растворах щелочей.
Проявляет свойства типичной карбоновой кислоты. В частности, при действии водоотнимающих агентов (например, уксусного ангидрида) она превращается в полимерный ангидрид. При взаимодействии со спиртами терефталевая кислота даёт сложные эфиры, с основаниями она даёт соли, а реакция с оксихлоридом фосфора и тионилхлоридом приводит к терефталоилхлориду.
Также терефталевая кислота вступает в реакции электрофильного замещения. Например, известны реакции её галогенирования в серной кислоте и сульфирования до моносульфопроизводного. Перегонка с оксидом кальция приводит к декарбоксилированию с образованием бензола.

## Применение
Терефталевая кислота главным образом используется для получения насыщенных полиэфиров. Из полиэтилентерефталата производится 90 % от общего количества этих полимеров. Годовая потребность в нём в 1992 году составила 12,6·106 т. Из этого количества примерно 75 % используется в текстильной промышленности и производстве промышленных волокон, ещё 13 % — для получения пищевых контейнеров (например, бутылок для напитков), причём эта доля постоянно растёт. На производство плёнки для фото, видео, аудиозаписей и фотографий используется ещё 7 % от этого количества.
К другим областям применения терефталевой кислоты относятся производство полибутилентерефталата, используемого как промышленная электроизоляция, и диоктилтерефталата.
Учёные из Эдинбургского университета при помощи генетически модифицированных бактерий Escherichia coli смогли переработать 79 % терефталевой кислоты в ванилин.

## Безопасность
Терефталевая кислота обладает низкой токсичностью и лишь вызывает обратимое и мягкое раздражение глаз, кожи и дыхательной системы. Значения ЛД50 для неё составляют 18,8 г/кг (крысы), 6,4 г/кг (мыши). При внутрибрюшинном введении эти значения уменьшаются до 1,43 г/кг или, по другим данным, до 1,9 г/кг для крыс. ЛД100 при таком методе введения равно 3,2 г/кг.
Вдыхание аэрозолей терефталевой кислоты, по-видимому, не несёт большой опасности. Известно однако, что при достаточной концентрации вещества и наличии окислителя может происходить взрыв. Для терефталевой кислоты минимальное содержание должно составлять 40 г/м³ при концентрации кислорода 12,4 %.